# A winter's tale (Piet Veerman)
A winter's tale is een muziekalbum van Piet Veerman uit 1993. Het album stond vijf weken in de Album Top 100 met nummer 64 als hoogste notering. Het album werd aan het eind van 1993 uitgebracht en bevat veel kerstmuziek.

## Nummers
| Nummer | Naam                               | Duur |
| ------ | ---------------------------------- | ---- |
| 1.     | Driving home for Christmas         | 4:28 |
| 2.     | One upon a Christmas               | 3:43 |
| 3.     | Ticket to heaven                   | 4:19 |
| 4.     | Imagine                            | 3:05 |
| 5.     | Please come home for Christmas     | 3:35 |
| 6.     | Happy Xmas (War is over)           | 4:02 |
| 7.     | That's why I fell in love with you | 2:40 |
| 8.     | A winter's tale                    | 4:17 |
| 9.     | It should be Christmas every day   | 3:34 |
| 10.    | The wonder of Christmas            | 3:43 |
| 11.    | David's song                       | 3:30 |
| 12.    | Last Christmas                     | 4:55 |